# Воронковецький гідрологічний заказник
Воронковецький зака́зник — гідрологічний заказник місцевого значення в Україні. Об'єкт природно-заповідного фонду Хмельницької області. 
Розташований у межах Старокостянтинівського району Хмельницької області, між селами Воронківці та Григорівка. 
Площа 80,4 га. Статус присвоєно згідно з рішенням обласної ради народних депутатів від 17.12.1993 року № 3. Перебуває у віданні: Григорівська сільська рада. 
Статус присвоєно для збереження водно-болотного природного комплексу на заплаві річки Случ. 